# Павлиньи кукушки
Павлиньи кукушки (лат. Dromococcyx) — род птиц семейства кукушковых, обитающих в неотропических лесах. Для них характерны сильно ступенчатые хвосты, и они являются одними из немногих гнездовых паразитов среди кукушек в Южной Америке  (единственный  другой пример это четырёхкрылая кукушка).

## Список видов
Род содержит следующие виды: 
- Gromococcyx pavoninus Pelzeln, 1870 — павлинья кукушка
- Dromococcyx phasianellus (Spix, 1824) — краснохохлая павлинья кукушка